# 姜克實
姜克實（1953年7月29日—）是旅日中國籍歷史學者，岡山大學名誉教授。專修日本近代史，日本近現代思想史，中日战争史。他在天津市出生。

## 生平
1969年，正值文化大革命，姜克實初中畢業，到黑龍江上山下鄉，成為知青，之後當過兵、工人。1978年，他考入南开大学，1983年作為文革後教育部公派的第二批留學生，赴日深造日本史。出國前在復旦大學師從日本史研究者吳傑教授。在早稻田大學期間師從日本近代史家鹿野政直、由井正臣教授，博士論文研究日本政治家石橋湛山。現於岡山大學擔任日本近代史教育。站在“越境”的立場上，針對日本的近代化，日本人的歷史認識，亞洲主義，日本近代社會事業思、中日战争军事史、辛亥革命等問題，有過廣泛的發言。亦能從哲學的角度對社會主義體質的問題點進行冷靜地分析。最近，為了糾正大陸方面在歷史教育，歷史記錄中的政治化偏頗，利用日中兩國的原始檔案，對喜峰口大刀隊、平型關大捷、七亙村大捷、台兒莊大戰、黃土嶺戰鬥、狼牙山五壯士、劉老莊英雄連等各種進入教育領域的戰爭神話有過深入，細緻的考證，研究。他指出歷史是記錄事實，還原事實的科學，絕不是愛國主義的教育工具。
2022年，姜克实还在youtube的媒体“明镜电视“做过三十集的历史讲座。

## 争议
2014年，在接受南开大学文学院副教授熊培云的访问时，姜克实批评中国大陆的中日战争研究学术：“日军当年的确做过很多屠城的事情，比如在滕县。据记录有3100具中方尸体，但只找到700条枪，可以猜想，其中大部分是平民。有民间学者沿着日军在当地的行军路线调查，有名有姓被杀的人就找到了几百个。即使除去误差并考虑其他因素，当时至少有1000平民被屠杀。中国的数字很多方面不准确，南京大屠杀的事实不可掩盖，但是30万的数据的确是不严谨的，应该有些感情化的东西在里面⋯⋯”
2017年1月30日，姜克实在新浪博客发表题为《有关“南京大屠杀”研究现状的见解和今后的建议》的文章，批评中国相关研究是政治斗争的工具，引起网民激烈讨论，有人称他“诚实而理智”，有人斥其为汉奸。

2020年7月13日，中国南京大学历史系教授张生在《历史评论》发表《“白面书生”理解不了抗战大义》，严厉指责姜克实的刘老庄战斗研究：
在旅日学者姜克实看来，中国人的宁死不降，只有“一时性的价值”，反而暴露了“国家和军队的残酷、野蛮”：在利用日军资料澄清了刘老庄连“打退敌五次冲锋，毙伤日军170余人”的神话后，若继续表彰其英雄行为，剩下的只有一条了，那就是不接受劝降的殉国精神。这也只是在当时历史条件下的一时性的价值。若在世界各国大半能遵守日内瓦公约（保护优待俘虏，救护伤病，中国于1956年加入此公约）的今天，这种没有军事价值的抵抗是否值得赞美，那还是另一个问题。若不对兵士进行日内瓦公约教育，在今日还继续鼓吹赞美殉国精神的话，弘扬的只是一种时代的错误，象征的也只是国家和军队的残酷，野蛮。
就平型关战斗、狼牙山五壮士、王二小、南京大屠杀等大家熟知的史实发难，或称八路军、新四军歼敌甚微以至于可以忽略不计，或曰英雄本属子虚，或云“违反人权”，或称中国官兵意图反抗遭到镇压，企图通过解构历史典型，达到否定整个抗战史的目的。
片面利用日方资料，不加辨析，不与其他来源资料相互参证，轻率地将其树为“客观”，完全无视军国主义时代日本伪造文件、掩饰侵略的行为。实际上，即使在南京大屠杀的腥风血雨中，日方也没有忘记摆拍给孩子发糖、满面笑容在包子铺前整齐排队、日军背老大娘过街的照片，登之报章，愚弄其民，混淆视听。然而就有人得片纸以为宝，更以之嘲笑、否定中国抗战的价值和目的，让人无所适从，进而怀疑信史。

抗日战争，是中国五千多年文明史上最重要的战争之一。但中国人进入这场战争的方式和姿态并非高歌猛进，而是悲壮惨烈的。对于其中的大义，唐德刚先生曾经指出的那些“都市小资产阶级出身的知识分子”、“畏首畏尾的中年白面书生”，是难以理解的。

## 学术评价
广西大学外国语学院教授彭程认为：
“华人学者姜克实可谓平型关大捷研究的先驱。他以日军战史档案资料为主、相关回忆录为辅，围绕著名的“老爷庙战役”,详细分析了八路军115师686团(李天佑)同日军第六兵站汽车部队的战斗过程，并对平型关大捷南、北两处作战地的日军死伤人数及物资损失情况进行了详尽剖析，实证论据翔实可信，为八路军平型关大捷的代表性研究。
八路军河北地区军事作战的研究，姜克实的研究成果最为丰硕。对1939年5月20日发生于河北省易县的大龙华战斗，姜克实评价其为：“铭刻在八路军战史上的抗日‘大捷’之一。”之后，文章通过对日军和八路军战斗详报的比较分析，对大龙华战斗过程进行了较为真实的还原。最后总结称，八路军在与中队以上单位的日军作战时很难取胜，但通过分割包围战术，可以形成绝对优势。
此外，姜克实以中日史料为依据，对“狼牙山五壮士”这一历史事件的细节进行了考证。通过对比日军档案记录和八路军的损失统计，详细考察了日军的作战背景、部队动向、编制和装备，以及晋察冀根据地肃清作战中的日军死伤情况，在此基础上对部分史实进行了还原。
同时，姜克实还引用多种史料，对雁宿崖战斗的过程进行了详细考证，内容涉及日军进攻、八路军反击、战场详情以及双方损失，对战斗的经过进行了较为真实的还原。最后特别指出，八路军利用地形优势和日军弱点开展反击是作战胜利的关键所在。
对于1939年9月下旬河北灵寿县陈庄附近的“陈庄大捷”,姜克实基于国内的相关研究，就独立混成第八旅团和独立步兵第三十一大队的概况、日军实际规模、日军损失(包括战死、战伤和民夫的死伤情况)进行了详细的记录。

上述文章对发生在河北境内的诸多战斗，基于一手的日文档案进行了实证研究，较为准确地还原了历史作战情境，对河北地区八路军军事作战的研究空白进行了一定补充，具有相当的学术价值。”
华东师范大学中共党史专家杨奎松教授：
“几年来，已知日本方面过去从事日本史研究的姜克实教授，已经依据战史资料，接连做出了包括平型关战役、台儿庄战役等战役经过和结果的史实性的研究，得出了不同于以往的新的史实叙述。但颇让人奇怪的是，在明明大有可为的战史研究方面，无论大陆还是台湾，真正的抗日战争史的专业研究者利用多方史料下死功夫的还不多。”
东北师范大学赵轶峰教授：
“姜先生除了自己的学术之外，对于中日学术之交流，尤其是对于东北师范大学、吉林大学青年一代人的学术成长一直是倾尽心力的。他的工作非常细致，我在那时和这些学生一起出去访察了一天，当天下雨，但我们颇有收获。姜先生研究的是日本近代史，是研究石桥湛山的著名专家。”
台湾前空降特戰訓練中心少將、崑山科技大學教授何世同称：
欲解析中共的「平型關大捷」疑點，最佳研究途徑，就是在「異源」的日軍資料中找答案，如此才能落實與中共說法相互徵驗，進而還原歷史真相的意義.姜克實的《日軍檔案中出現的平型關大捷》，更成本書廣蒐「異源」資料的工具文獻
以下著作根據姜教授網頁列出。

### 單著
1. 《日军档案中出现的平型关大捷》元华文创， （页面存档备份，存于）2018
2. 《長城抗戰：日中檔案比較研究》民國歷史文化學社, （页面存档备份，存于）2021
3. 《台兒莊會戰：日中檔案比較研究》民國歷史文化學社, （页面存档备份，存于）2024
4. 《長城抗戰：日中檔案比較研究》【再版】民國歷史文化學社，2025/03/03

### 共编著
1. 陶德民,姜克实等编著
2. 陶德民,姜克实等编著

### 论文/共著书
1.「若き石橋湛山の文明時評――師田中王堂との関わり」『史観』早稲田大学史学会、1988-03/　19-31頁　
2.「田中王堂・人と思想」『自由思想』石橋湛山記念財団、1989-03/　22-50頁
3.「石橋湛山の戦時下における『戦後研究』」『歴史評論』歴史科学協議会、1989-04/　24-41頁）
4.「石橋湛山の積極財政論」『日本史研究』日本史研究会、1989-12/　22-49頁　
5.「石橋湛山の統制経済論」『研究シリーズ24、早大社研』1990-04/　83-131頁
6.「石橋湛山の地方分権論」『自由思想』石橋湛山記念財団、1990-08/　15-29頁　
7.「不当追放に対する弁駁活動」『自由思想』石橋湛山記念財団、1991-09/　24-43頁　　　　　
8.「東京裁判の反証人として立つ」『自由思想』石橋湛山記念財団、1991-12/　28-36頁 
9.「自由思想協会の活動」 『自由思想』石橋湛山記念財団、1992-04/　14-28頁 
10.「石橋湛山研究と中国の近代化」『日中両国の伝統と近代化』龍渓書舎、1992年、309-347頁
11.「執拗を極めたＧＨＱの監視と干渉」『自由思想』石橋湛山記念財団、1992-07/　25-37頁
12.「日中国交回復における石橋湛山の役割」『社会科学討究』早稲田大学社会科学研究所、1992-12/　27-57頁　
13.「戦後初期の石橋湛山思想」『歴史学研究』歴史学研究会、1993-11/　47-62頁　
14.「湛山思想を中国に生かせ」『週刊東洋経済』1994-01-22/　64-68頁　
15.「湛山思想と現代中国」『自由思想』石橋湛山記念財団、1994-01/　2-19頁　
16.「石橋・周コミュニケ」をめぐって」『日本歴史』日本歴史学会、1994-06/　84-96頁
17.「戦後中国民衆意識研究序論」『社会科学討究』早稲田大学社会科学研究所、1994-07/　125-154頁　
18.「戦時下の抵抗」（由井正臣編『近代日本の軌跡５、太平洋戦争』吉川弘文館、1995年）188-210頁　
19.「戦争責任問題的歴史和現状」（『日本戦後五〇年』東北師範大学出版社､1995年）191-203頁
20.「脱冷戦の構想と行動ー石橋湛山の「日中米ソ平和同盟論」構想の形成」『岡山大学文学部紀要』1995-12/　93-103頁
21.「非常時期の社会形態」『歴史評論』歴史科学協議会、1996-03/　127-136頁　
22.「脱冷戦の構想と行動ー石橋湛山の「日中米ソ平和同盟」の推進活動」『岡山大学文学部紀 要』1996-07/　87-97頁
23.「湛山思想と現代社会主義中国」『早稲田大学史紀要』1996-09/　53-76頁　
24.「脱冷戦の構想と行動ー石橋湛山の第二次中国訪問」『岡山大学文学部紀要』1996-12/　81-90頁
25.「脱冷戦の構想と行動Ⅳ・石橋湛山のソ連訪問と晩年の思想活動」『岡山大学文学部紀要』1997-07/　99-115頁
26.「吉野作造の人格主義と石橋湛山のプラグマティズム」『近きに在りて』31号、1997-07/　64-69頁　
27.「石橋湛山の経済思想」（原輝史編『早稲田エコノミストの系譜』早稲田大学出版部、1998年）101-125頁
28.「アジア型社会主義の進路」『 CEL 』(大阪ガスエネルギ-・文化研究所) 44/ 1998-03/ 73～76頁
29.「浮田和民の宗教思想」『浮田和民の宗教思想Ⅰ』『岡山大学文学部紀要』30号、1998-12/　31-49頁
30.「浮田和民の思想形成――熊本洋学校時代」『浮田和民の宗教思想Ⅱ』『岡山大学文学部紀要』31号、1999-06/　77-98頁
31.「21世紀に真価問われる「小日本主義」――田中彰著『小国主義』に寄せて」『自由思想』石橋　湛山記念財団、1999-07/13-17頁
32『七一雑報』時代――浮田の初期言論」『浮田和民の宗教思想Ⅲ』『岡山大学文学部紀要』32号、1999-12/　65-94頁
33.「文明と進化の理論――ジャーナリストとして」『浮田和民の宗教思想Ⅳ』『岡山大学文学部紀要』33号、2000-06/　1-34頁
34.「アメリカ留学の日々」『浮田和民の宗教思想Ⅴ』『岡山大学文学部紀要』34号、2000-12/　27-48頁
35.「石橋湛山の経済思想の形成――新自由主義との関わり」『土地制度史学』2001-04/　38-47頁　
36.「宣教師との闘い」『浮田和民の宗教思想Ⅵ』『岡山大学文学部紀要』35号　2001-07/　1-34頁
37.「独立と紛争の時代」『浮田和民の宗教思想Ⅶ』『岡山大学文学部紀要』36号　2001-12/　15-38頁
38.「下放の日々」『アジア遊学』41号、勉誠出版、2002-05/　64-73頁　⇒PDF
39.「倫理的帝国主義の形成――浮田和民の日露開戦反対論」『岡山大学文学部紀要』37号、2002-07/　1-27頁
40.「石橋湛山の満州放棄論」『アジア遊学』44号、勉誠出版、2002-10/　81-92頁
41.「大正デモクラシーの先駆者――日露戦後の浮田和民」『岡山大学文学部紀要』38号、2002-12/　27-45頁
42.「石橋湛山の小日本主義の再建構想」『岡山大学文学部紀要』39号、2003-07/　11-46頁　
43.「日本の生き方・石橋湛山思想の現代的意義」『人間会議』2003冬季号/　64-67頁
44.「儒学思想と近代日本社会」『岡山大学文学部紀要』42号、2004-12/　11-33頁　
45.「石橋湛山・植民地放棄の理論」（舘野皙編『三六人の日本人――韓国・朝鮮へのまなざし』明石書店､2005年）106-111頁　 
46.「石井十次思想新論」『岡山大学文学部紀要』43号、2005-07/　15-44頁　
47.「湛山の遺産――侵略の反省・平和なアジアへの構想力」『週刊東洋経済』2005-08-06･13合併特大号、132-135頁　
48.「湛山研究への道――日本近代化の命題」『FUKUOKA UNESCO』第41号、福岡ユネスコ協会､2005-08、6-12頁
49.「満州幻想の成立過程――日露戦前の日本人と満州」『岡山大学文学部紀要』44号、2005-12/　31-42頁　
50.「満州幻想の成立過程――いわゆる『特殊感情』について」『日本研究』32号、国際日本文化研究センター紀要、2006-03/　99-117頁　
51.「石橋湛山の世界経済論」――1930年代におけるエコノミストの戦争抵抗」『自由思想』103号、石橋湛山記念財団、2006-06/　22-31頁
52.「戦時下の自由主義をどのように見るべきか」『自由思想』103号、石橋湛山記念財団、2006-06/　17-21頁　
53.「満州幻想の成立過程――日露戦前の日本人の満州認識」『岡山大学文学部紀要』45号、2006-07/　17-30頁　
54.「渋沢栄一の慈善思想の特徴――治国平天下の儒学倫理」『岡山大学文学部紀要』46号、2006-12/　17-32頁　
55.「日本人歴史認識問題的症結点」『抗日戦争研究』中国社会科学院中国近代史研究所、2007-01/　211-228頁
56.「日本人の歴史認識の問題点について」『岡山大学文学部紀要』47号、2007-07/　31-47頁
57.「湛山思想の真価」『プロジェクト研究』早稲田大学総合研究機構、2008-03　101-113頁
58.「留岡幸助の慈善思想と実践――個人的信仰から国民的宗教への転回」『岡山大学文学部紀要』49号、2008-07/　153-168頁　
59.「アジア主義と日清・日露戦争」（『概説日本近代思想史』西田毅編、第四章、ミネルヴァ書房、2009年）89-117頁　
60.「後藤新平の国家衛生思想――初期の思想と著作をめぐって1」『岡山大学文学部紀要』50号、2009-01/　59-77頁　
61.「後藤新平の国家衛生思想――初期の思想と著作をめぐって2」（『岡山大学文学部紀要』51/2009.7/pp89-108）
62.「政変の意義と新政権の行方――分配から創造の党に変わりうるか」『自由思想』116号、2009-11/　39-45頁　
63.「石橋湛山・異能の政治家が予見した「小日本主義」と「日中米ソ平和同盟」」『歴史読本』2009.11、pp138-143
64.「日本における社会政策の準備――後藤新平の思想と活動を中心に」（『岡山大学文学部紀要』52/2009.12/pp67-86）
65.「垣間見る政治の葛藤、選挙で世界平和を説く度量」石橋湛山資料解説（１）『自由思想』2010.3/pp17-25　
66.「自助と共済――窪田静太郎の初期防貧思想」『岡山大学文学部紀要』53号、2010-07/　81-91頁　
67.「社会事業成立期における国家と宗教の位相――公益と愛の間で」『社会事業史研究』38号、2010-09/　53-67頁　
68.「紛糾する対中関係どう構築し直すか」ほか『週刊東洋経済』2010.11.20pp.92-94、98
69.「歴史認識問題の現状と将来」『岡山大学文学部紀要』54号、2010-12/　87-100頁　
70.《歷史認識問題的現狀和未來》《開放時代》廣州﹕2011-05，52-67頁　　
71.「『職工事情』と「工場法案ノ要領」に関する一考察」――窪田静太郎の活動を中心に」『岡山大学文学部紀要』55号、2011-07/　15-30頁
72.「大陸浪人と辛亥革命――連帯の接点とその性質を考える」（王柯編　『辛亥革命と日本』、藤原書店、2011年）131-153頁　
73.「工場調査における窪田静太郎の社会政策思想」『岡山大学文学部紀要』56号、2011-12/　1-12頁
74.《越境的“亚洲主义观”——方法论的再探讨》（北京大学日本研究中心『日本学』17、世界知識出版社：北京、2012-07）
75.《小国主义的历史意义》（《中国与世界》第二辑，北京﹕中国社会科学出版社，2012-12）110-126頁
76.「1885年日本政府による無人島調査についての一考察――“固有領土”の意味を考える」『岡山大学文学部紀要』59号、2013-07/　61-75 頁　
77.《亞細亞主義的思想病源》《東亞世界中的日本與台灣》中央研究院人文社會科學研究中心：台灣、台北，2013年，93-116頁　
78.《大陆浪人与辛亥革命》王晓秋主编《辛亥革命与世界》北京大学出版社，2013年、203-213頁
79.「『連帯』とは何か――アジア主義の理論解析」『岡山大学文学部紀要』60号、2013-12　39-47頁　
80.「隣人の目線で見た『日本近現代文化史』」（王敏編著『東アジアの中の日本文化』三和書店、2013年9月）　83-90頁
81.「石橋湛山と吉田茂――友情と確執」『講座・東アジアの知識人』５、有志舎、2014-04/　335-351頁
82.「『越境』のアジア主義観─方法論の再検討─」『国際日本学研究叢書』19号、法政大学国際日本学研究センター、2014-03/　
83.《尾崎行雄和“軍備縮小同志会”――以華盛頓裁軍会議前後為中心》東北師範大学報（哲学社会科学版）2014-04/　24-32頁
84.「辛亥革命と犬養毅　――借款工作と軍資金」『岡山大学文学部紀要』61号、201-07/　55-64頁　
85.《日本人現在如何看甲午戦争》《参考消息》北京：2014-07-15　
86.「尾崎行雄と軍備縮小同志会――ワシントン会議前後の軍備制限論」『岡山大学社会文化科学研究科紀要』38号、2014-11/　1-15頁　 
87.「辛亥革命と犬養毅――梁啓超、岑春煊工作」『岡山大学文学部紀要』62号、2014-12/　23-38 頁　
88.《再论亚洲主义的方法》 （李廷江主编《晚清中国社会变革与日本》北京：社会科学文献出版社 2014年）/　105-113頁
89.《台儿庄战役日军死伤者数考》《历史学家茶座》（第三十四辑）济南：山东人民出版社 2014-12/　　58-74 頁　
90.「石橋湛山と田川大吉郎――ワシントン会議前後の軍備制限」『岡山大学社会文化科学研究科紀要』39号、2015-03/　1-15頁　
91.「日本軍の史料から見る滕県作戦の実記録――1938年3月16－18日　中国、山東・山東――」『文化共生学研究』岡山大学大学院社会文化科学研究科、第14号、2015-03　
92.《旧日軍档案中出現的平型関大捷》《历史学家茶座》（第三十五辑）济南：山东人民出版社 2015-04/　49-73 頁　
93.「滕県作戦における日本軍の虐殺記録――日本軍史料の盲点を突く」『年報日本現代史』第20号， 2015年5月、　221-255頁　
94.「再考「平型関大捷」――日本軍史料からの検討」『軍事史学』51巻1、2015-06月　　4-25頁　　
95.「日本軍の戦史記録と台児庄敗北論」『岡山大学文学部紀要』63号、2015-07　/　31-47頁　　
96.「国策研究会と華盛頓会議国民連合会」『岡山大学社会文化科学研究科紀要』40号、2015-11/　13-24頁　 
97.Ishibashi Tanzan's World Economic Theoery：The War Resistance of an Economist in the 1930’s　Trans-Pacific Relations December 2015　Society For Cultural Interaction in East Asia C/o Research Instituges,Kansai University / P.183-199 　
98.「坂本、瀬谷支隊の台児庄撤退の経緯――1938年4月」『岡山大学文学部紀要』64号、2015-12/　31-47頁
99.「坂本、瀬谷支隊の台児庄撤退の経緯（二）――台児荘反転関係電報綴を通して」『岡山大学社会文化科学研究科紀要』41号、2016-03/　13-26頁　 
100.「台児庄の戦場における日本軍の装甲部隊」『文化共生学研究』15号、岡山大学大学院社会文化科学研究科、2016-03　　
101.「坂本、瀬谷支隊の台児庄撤退の経緯（三）――1938年4月」『岡山大学文学部紀要』64号、2016-07/　49-65頁　
102.「「公益」と「愛」の間で――留岡幸助の感化教育論」（解題論文、『留岡幸助『感化事業とその管理法』日本の司法福祉の源流ををたずねて２，慧文社、2016年） 245-252頁
103.「台児庄派遣部隊の初戦」『岡山大学文学部紀要』66号、2016-12/　21-36頁
104.「台児庄戦役における日本軍の死傷者数考証」『軍事史研究』52巻3号、軍事史学会、2016-12/　145-160頁
105.「台児庄作戦の概観」『岡山大学社会文化科学研究科紀要』第43号、2017-03/　1-21頁　　
106.「平型关大捷日军死伤数考证」『文化共生学研究』岡山大学大学院社会文化科学研究科、第16号、2017-03/　61-85頁　(中国语)
107.「犬養毅與辛亥革命」（黃自進，潘光哲主編，『近代中日關係史新論』台灣:稻鄉出版社，2017年3月）37-108頁　(中国语)
108.「台児庄派遣部隊の再戦――第二回攻城」『岡山大学文学部紀要』67号、2017-07/　21-34 頁　
109.「田嶋栄次郎と日本軍の曲阜占領」（黄自進ほか編『〈日中戦争〉とは何だったのか』ミネルヴァ書房、2017年9月）86-124頁　
110.《刘老庄连殉难过程考证》（「劉老庄連の殉難についての考証」）『岡山大学社会文化科学研究科紀要』44号、2017-11/　21-38頁　
111.《新庄中佐战死情况报告考证——有关平型关大捷的新史料》『岡山大学文学部紀要』68号、2017-12/　19-32頁   
112.「浮田和民の帰一理想」（『帰一協会の挑戦と渋沢栄一』見城悌治外編、ミネルヴァ書房、2018年２月）、54-75頁　 
113.《日军记录中的狼牙山作战》《文化共生学研究》17卷（岡山大学大学院文化科学研究科），2018-03，55-77页　  
114.《关于步兵第54联队刘老庄战斗史料的追踪考察》《岡山大学大学院社会文化科学研究科紀要》45号，2018-03,1-17页  
115.《解题论文（1） 日军的战史档案资料和平型关作战》姜克实编《专题三 平型关与台儿庄作战 》（《日本侵华决策史料丛编 全46册徐勇，臧運祜主編》社会科学文献出版社，2017-11月）
116.《解题论文（2）南部山东剿灭作战和日本国内的台儿庄败北论争》姜克实编《专题三 平型关与台儿庄作战 》（《日本侵华决策史料丛编 全46册
徐勇，臧運祜主編》社会科学文献出版社，2017-11/）
117.《雁宿崖、黄土岭战斗报导的考证》《岡山大学文学部紀要》69号，2018-07/　1-18页。 
118.《中国国内的阿部规秀死亡报导 》《岡山大学文学部紀要》69号、2018-07/　19-32页。 
119.「自由思想協会をめぐって」『自由思想』第150号、2018-09/　41-47頁。
120.「石橋湛山の小国主義と東アジア共同体論」『東アジア共同体・沖縄（琉球）研究』第二号、2018-09
121「關於腰站阻擊和倒馬關戰鬥」《岡山大学大学院社会文化科学研究科紀要》46号，2018-11/　27-42页 
122.「有关陈庄战斗的日军史料分析」『岡山大学文学部紀要』70号，2018-12/　1-16页。
123.「八路軍大龍華戰鬥的研究」『岡山大学大学院社会文化科学研究科紀要』47号、2019-03/　1-16頁。
124.「雁宿崖戰鬥過程的實證研究」『文化共生学研究』18号、2019-03/　1-25頁。

## 获奖
1. 1993年研究成果獲獎 第14回石桥湛山奖（页面存档备份，存于）
2. 2010年獲 第41回谷口奖（页面存档备份，存于）(山阳放送学术文化财团)